# Final da Copa América de 1997
A final da Copa América de 1997 foi disputada em 29 de junho de 1997 no Estadio Hernando Siles, em La Paz.Esta final foi disputada pelo próprio anfitrião, a Seleção Boliviana de Futebol contra a Seleção Brasileira de Futebol, por um placar de 3-1 a seleção canarinho foi a vencedora. Esta foi a quinta Copa América obtida pela equipe brasileira e pela primeira vez na história fora da sua nação natal.
A Bolívia nunca teve uma grande seleção na história do futebol, mas era a favorita por disputar o torneio em sua casa, o que lhe favorecia em vários aspectos, inclusive os relativos aos efeitos da altitude sobre os adversários. Mas o Brasil surpreendeu os anfitriões, e mostrando grande capacidade física de alguns jogadores como Ronaldo e Zé Roberto, acabou vencendo-os na final e sagrou-se campeão da competição, pela primeira vez fora de casa. Depois deste jogo, o técnico Zagallo disse a célebre frase: "Vocês vão ter que me engolir", em resposta às críticas que vinha sofrendo por parte da imprensa e dos torcedores.
Foi a quinta vez que a seleção foi campeã da competição (a última havia sido há oito anos, na edição de 1989) e a primeira vez que a seleção vencia a competição fora do Brasil.

## Partida
| 29 de junho de 1997 | Brasil                                     | 3 – 1 | Bolívia        | Estadio Hernando Siles, La Paz |
| 17:10 (UTC-4)       | Edmundo 40' · Ronaldo 79' · Zé Roberto 90' |       | E. Sánchez 45' | Árbitro: URU Jorge Nieves      |

| Brazil | Bolivia |

| GK             | 1  | Cláudio Taffarel |                               |     |
| DF             | 2  | Cafú             |                               |     |
| DF             | 16 | Gonçalves        |                               |     |
| DF             | 3  | Aldair           |                               |     |
| DF             | 6  | Roberto Carlos   |                               |     |
| MF             | 8  | Dunga            |                               |     |
| MF             | 19 | Flávio Conceição |                               | 62' |
| MF             | 20 | Denílson         |                               |     |
| MF             | 10 | Leonardo         |                               | 79' |
| FW             | 9  | Ronaldo          |                               |     |
| FW             | 21 | Edmundo          |                               | 67' |
| Substituições: |    |                  |                               |     |
| MF             | 5  | Mauro Silva      | Penalizado com cartão amarelo | 79' |
| MF             | 17 | Zé Roberto       |                               | 62' |
| FW             | 22 | Paulo Nunes      |                               | 67' |
| Treinador:     |    |                  |                               |     |
| Zagallo        |    |                  |                               |     |

| GK                  | 1  | Carlos Trucco          |                               |     |
| DF                  | 2  | Juan Manuel Peña       |                               |     |
| DF                  | 7  | Sergio Castillo        |                               |     |
| DF                  | 5  | Óscar Sánchez          |                               |     |
| DF                  | 3  | Marco Sandy            |                               |     |
| MF                  | 16 | Luis Cristaldo         | Penalizado com cartão amarelo |     |
| MF                  | 22 | Julio César Baldivieso |                               |     |
| MF                  | 6  | Vladimir Soria         |                               |     |
| MF                  | 21 | Erwin Sánchez          | Penalizado com cartão amarelo |     |
| FW                  | 10 | Marco Etcheverry       |                               |     |
| FW                  | 9  | Jaime Moreno           |                               | 74' |
| Substituições:      |    |                        |                               |     |
| FW                  | 18 | Milton Coimbra         |                               | 74' |
| Treinador:          |    |                        |                               |     |
| Antonio López Habas |    |                        |                               |     |